# Fränkische Saale

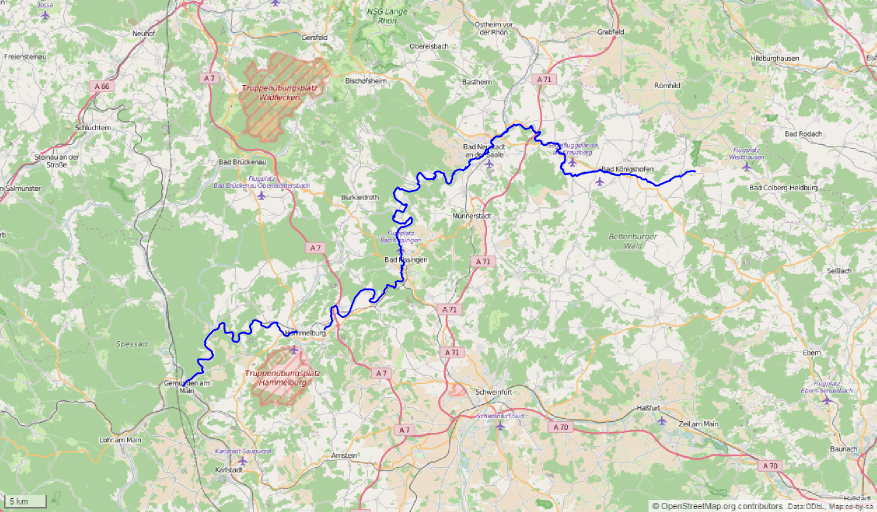
Kaart stroomgebied Fränkische Saale
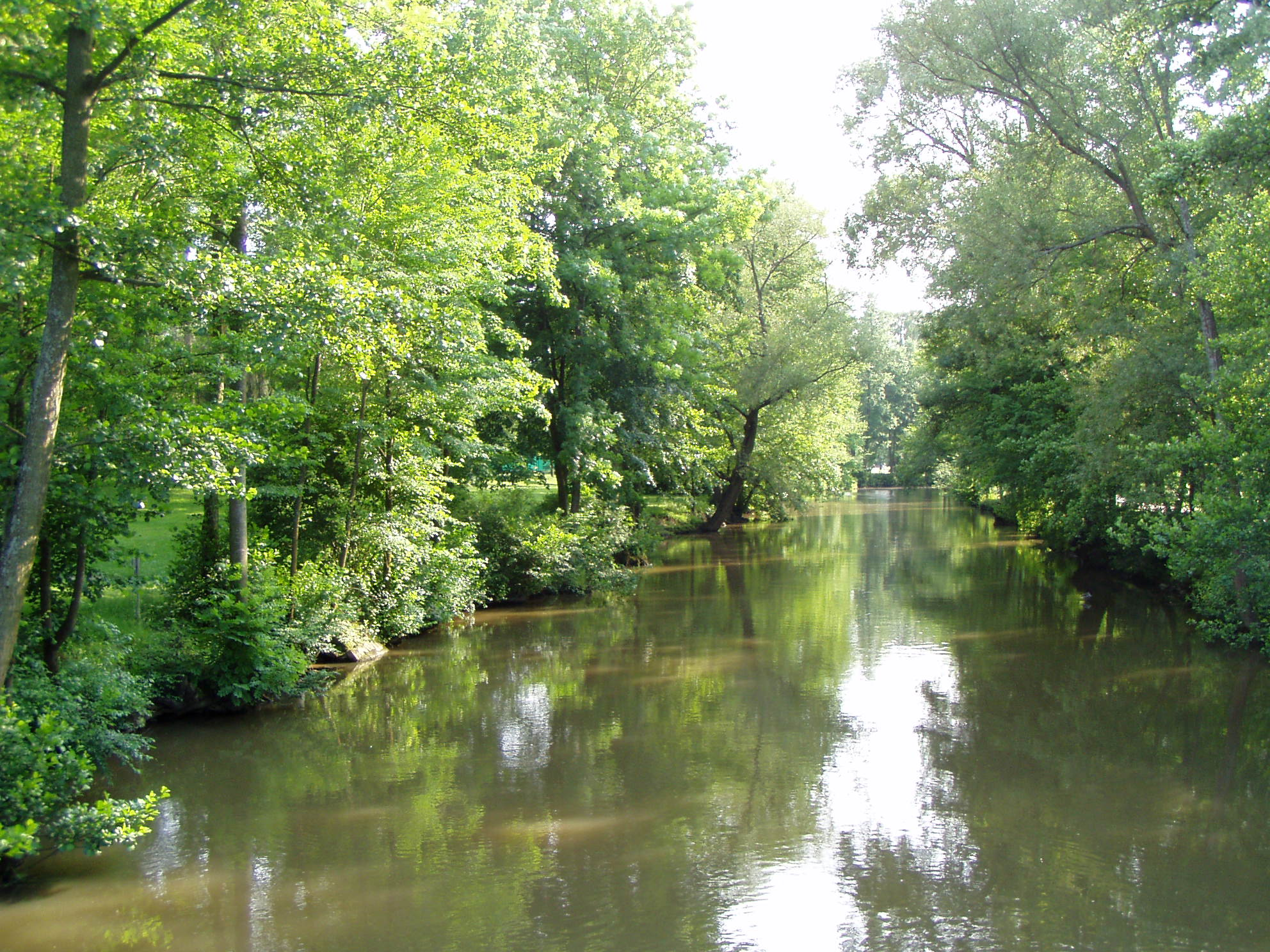
De Fränkische Saale in Bad Kissingen (kuurpark)

De Fränkische Saale is een 125 km lange rivier in de Duitsland deelstaat Beieren.
Het is een rechtse zijrivier van de Main, niet te verwarren met de grotere Sächsische Saale die een zijrivier van de Elbe is.

## Loop
De Fränkische Saale ontstaat door de samenvloeiing van twee waterlopen bij Bad Königshofen im Grabfeld:

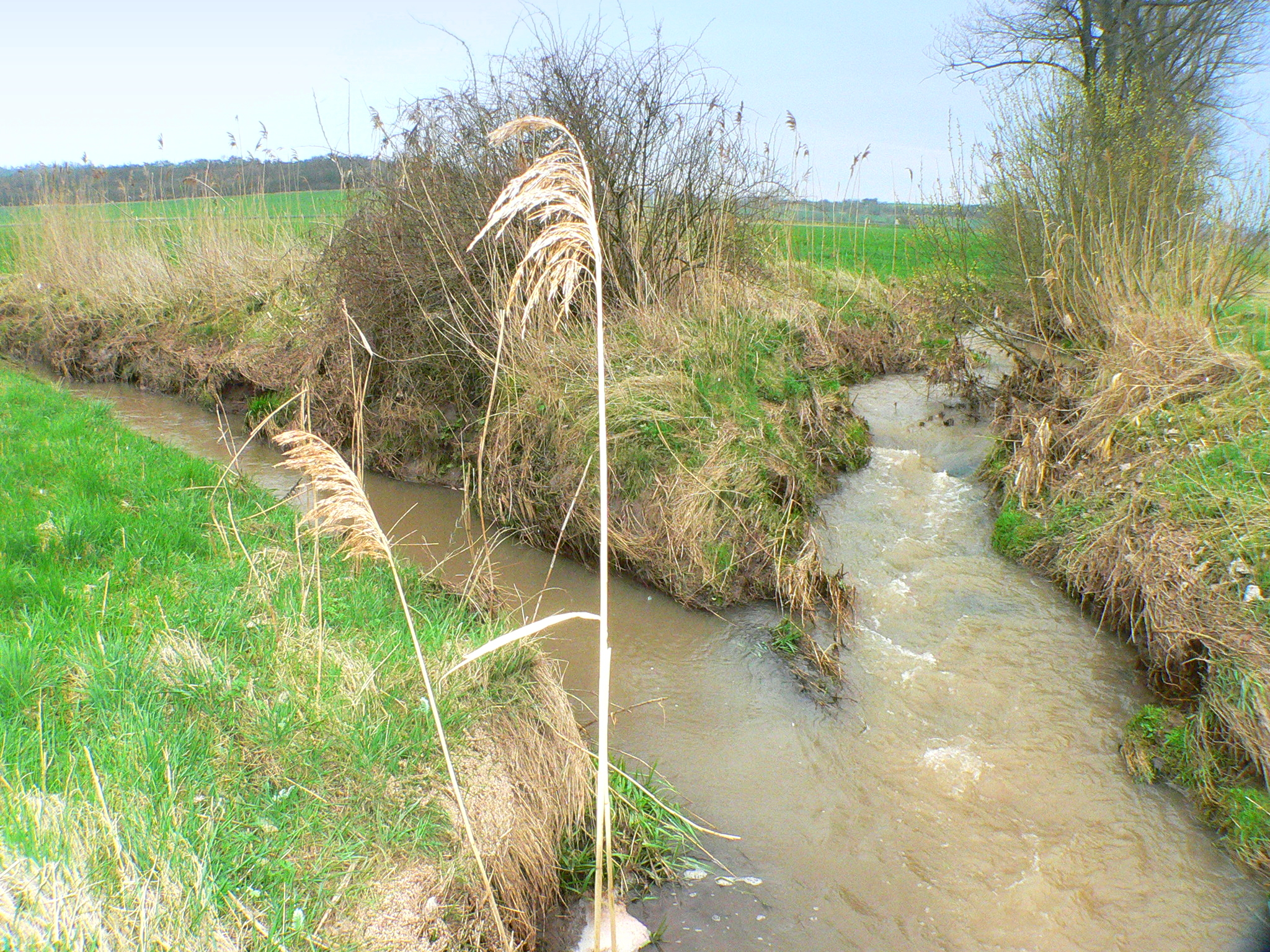
Ontstaan van de Fränkische Saale door de samenvloeiing

- de Saalbrunnen aan de noordelijke kant, die ontspringt als de zogenaamde Fränkische Saale Quelle ten oosten van Alsleben, deel van Trappstadt op een hoogte van 313 m.
- de Salzloch aan de zuidelijke kant, ontspringt als de Saale Quelle nabij Oberessfeld, deel van Sulzdorf an der Lederhecke.
- de bronnen bij Brennhausen zijn een derde mogelijke oorsprong.

Zij stroomt in hoofdzakelijk zuidwestelijke richting langs de zuidoostkant van de Rhön en passeert daarbij Bad Neustadt, Bad Bocklet, Bad Kissingen, Hammelburg en Gräfendorf om bij Gemünden in de Main uit te monden.

## Overstromingen
Steden en dorpen langs de Fränkische Saale zijn gevoelig voor overstromingen, in het bijzonder:Bad Kissingen, Westheim, Diebach, Gräfendorf, Wolfsmünster en Gemünden, zoals blijkt op de markeringen op historische gebouwen.

## Stuwen

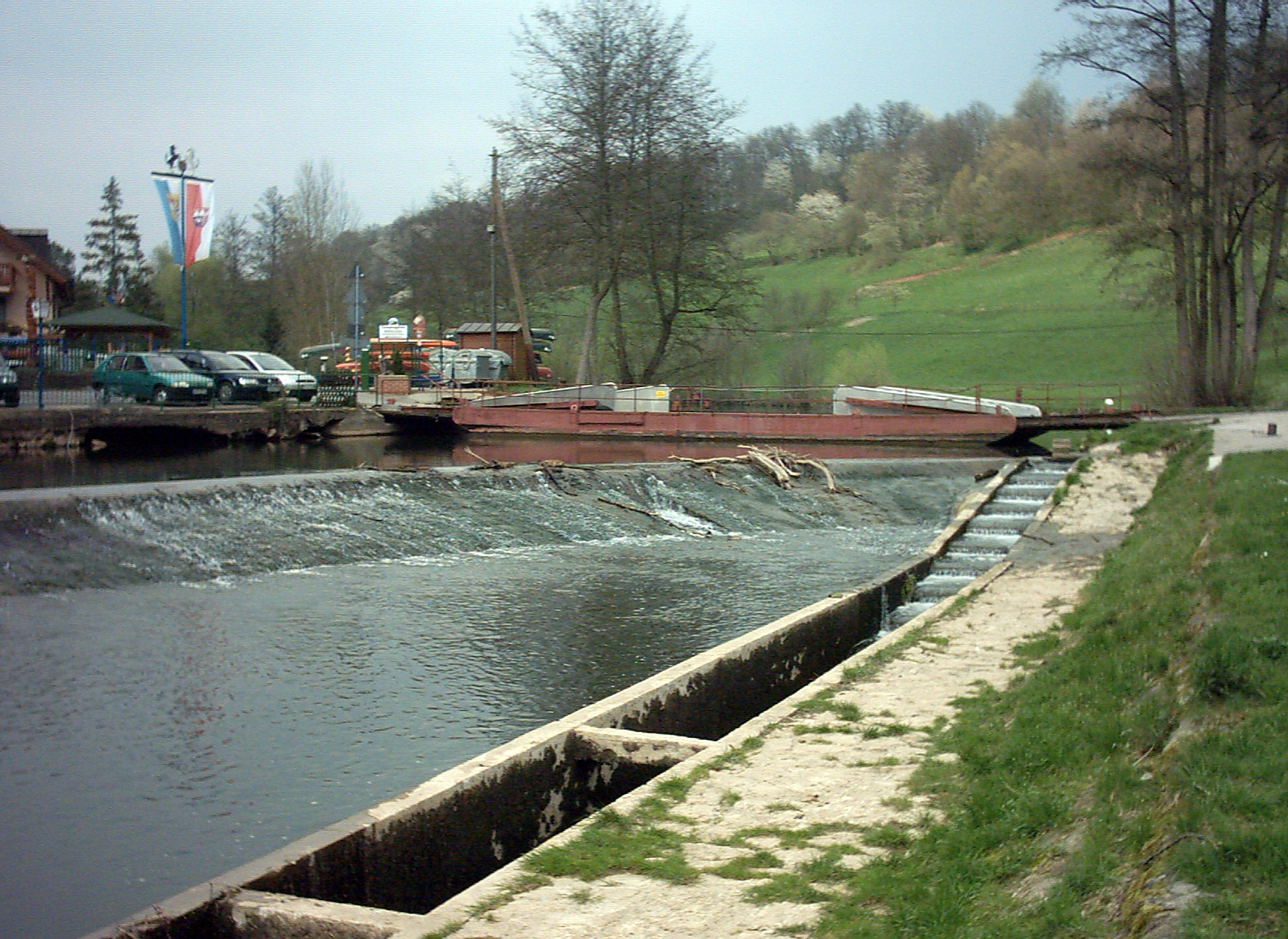
Stuw met vistrap bij de Roßmühle

Er zijn talrijke stuwen op de Fränkische Saale, vroeger vooral ten behoeve van watermolens, waarvan sommige zijn omgebouwd voor elektriciteitsproductie.
Alle stuwen hebben vistrappen.
Ondanks deze stuwen is de rivier toch populair bij kanovaarders.
- Virtual International Authority File: 242519446